# Матч за звание чемпиона мира по шахматам 1935
Матч на первенство мира по шахматам между чемпионом мира Александром Алехиным и претендентом Максом Эйве проходил с 3 октября по 15 декабря 1935 года в 13 городах Нидерландов.
Регламент матча: 30 партий на большинство. 
Секундантом А. Алехина был С. Ландау, а М. Эйве — С. Флор. 
Матч проходил в упорной борьбе и закончился победой Эйве (+9 −8 =13), который стал пятым чемпионом мира. Первую партию, где белыми играл Эйве, был вынужден уступить Алёхину. После первых 9 партий Алехин упорно лидировал (+5 −2 =2), после 19 партии Алехин также был впереди (+7 −5 =7), но в итоге не сумел удержать преимущество. Считается, что в то время Алехин был не в лучшей форме, в том числе из-за беспорядочного образа жизни и несоблюдения спортивного режима. Последние три партии матча завершились вничью, тогда как Алехину нужна была в них хотя бы одна победа. Победил Эйве, став пятым в истории шахмат чемпионом мира, продержав шахматную корону 2 года. Спустя два года, в 1937 году Александр Алехин в матче-реванше вернул себе звание чемпиона мира, выиграв с убедительным перевесом.

## Таблица матча
| № | Участники | 1 | 2 | 3 | 4 | 5 | 6 | 7 | 8 | 9 | 10 | 11 | 12 | 13 | 14 | 15 | 16 | 17 | 18 | 19 | 20 | 21 | 22 | 23 | 24 | 25 | 26 | 27 | 28 | 29 | 30 | Очки |
| - | --------- | - | - | - | - | - | - | - | - | - | -- | -- | -- | -- | -- | -- | -- | -- | -- | -- | -- | -- | -- | -- | -- | -- | -- | -- | -- | -- | -- | ---- |
| 1 | Эйве М.   | 0 | 1 | 0 | 0 | ½ | ½ | 0 | 1 | 0 | 1  | ½  | 1  | ½  | 1  | ½  | 0  | ½  | ½  | 0  | 1  | 1  | ½  | ½  | ½  | 1  | 1  | 0  | ½  | ½  | ½  | 15½  |
| 2 | Алехин А. | 1 | 0 | 1 | 1 | ½ | ½ | 1 | 0 | 1 | 0  | ½  | 0  | ½  | 0  | ½  | 1  | ½  | ½  | 1  | 0  | 0  | ½  | ½  | ½  | 0  | 0  | 1  | ½  | ½  | ½  | 14½  |

## Примечательные партии

### Эйве — Алехин
|   | a | b | c | d | e | f | g | h |   |
| - | --- | --- | --- | --- | --- | --- | --- | --- | - |
| 8 | b8 чёрный ферзь · d8 чёрная ладья · f8 чёрная ладья · g8 чёрный король · a7 чёрная пешка · b7 чёрная пешка · e7 чёрный слон · g7 чёрная пешка · h7 чёрная пешка · c6 чёрная пешка · e6 чёрный слон · f6 чёрная пешка · e5 чёрный конь · a4 белая пешка · e4 белый конь · f4 белый слон · c3 белый ферзь · g3 белая пешка · b2 белая пешка · e2 белая пешка · f2 белая пешка · g2 белый слон · h2 белая пешка · d1 белая ладья · f1 белая ладья · g1 белый король | b8 чёрный ферзь · d8 чёрная ладья · f8 чёрная ладья · g8 чёрный король · a7 чёрная пешка · b7 чёрная пешка · e7 чёрный слон · g7 чёрная пешка · h7 чёрная пешка · c6 чёрная пешка · e6 чёрный слон · f6 чёрная пешка · e5 чёрный конь · a4 белая пешка · e4 белый конь · f4 белый слон · c3 белый ферзь · g3 белая пешка · b2 белая пешка · e2 белая пешка · f2 белая пешка · g2 белый слон · h2 белая пешка · d1 белая ладья · f1 белая ладья · g1 белый король | b8 чёрный ферзь · d8 чёрная ладья · f8 чёрная ладья · g8 чёрный король · a7 чёрная пешка · b7 чёрная пешка · e7 чёрный слон · g7 чёрная пешка · h7 чёрная пешка · c6 чёрная пешка · e6 чёрный слон · f6 чёрная пешка · e5 чёрный конь · a4 белая пешка · e4 белый конь · f4 белый слон · c3 белый ферзь · g3 белая пешка · b2 белая пешка · e2 белая пешка · f2 белая пешка · g2 белый слон · h2 белая пешка · d1 белая ладья · f1 белая ладья · g1 белый король | b8 чёрный ферзь · d8 чёрная ладья · f8 чёрная ладья · g8 чёрный король · a7 чёрная пешка · b7 чёрная пешка · e7 чёрный слон · g7 чёрная пешка · h7 чёрная пешка · c6 чёрная пешка · e6 чёрный слон · f6 чёрная пешка · e5 чёрный конь · a4 белая пешка · e4 белый конь · f4 белый слон · c3 белый ферзь · g3 белая пешка · b2 белая пешка · e2 белая пешка · f2 белая пешка · g2 белый слон · h2 белая пешка · d1 белая ладья · f1 белая ладья · g1 белый король | b8 чёрный ферзь · d8 чёрная ладья · f8 чёрная ладья · g8 чёрный король · a7 чёрная пешка · b7 чёрная пешка · e7 чёрный слон · g7 чёрная пешка · h7 чёрная пешка · c6 чёрная пешка · e6 чёрный слон · f6 чёрная пешка · e5 чёрный конь · a4 белая пешка · e4 белый конь · f4 белый слон · c3 белый ферзь · g3 белая пешка · b2 белая пешка · e2 белая пешка · f2 белая пешка · g2 белый слон · h2 белая пешка · d1 белая ладья · f1 белая ладья · g1 белый король | b8 чёрный ферзь · d8 чёрная ладья · f8 чёрная ладья · g8 чёрный король · a7 чёрная пешка · b7 чёрная пешка · e7 чёрный слон · g7 чёрная пешка · h7 чёрная пешка · c6 чёрная пешка · e6 чёрный слон · f6 чёрная пешка · e5 чёрный конь · a4 белая пешка · e4 белый конь · f4 белый слон · c3 белый ферзь · g3 белая пешка · b2 белая пешка · e2 белая пешка · f2 белая пешка · g2 белый слон · h2 белая пешка · d1 белая ладья · f1 белая ладья · g1 белый король | b8 чёрный ферзь · d8 чёрная ладья · f8 чёрная ладья · g8 чёрный король · a7 чёрная пешка · b7 чёрная пешка · e7 чёрный слон · g7 чёрная пешка · h7 чёрная пешка · c6 чёрная пешка · e6 чёрный слон · f6 чёрная пешка · e5 чёрный конь · a4 белая пешка · e4 белый конь · f4 белый слон · c3 белый ферзь · g3 белая пешка · b2 белая пешка · e2 белая пешка · f2 белая пешка · g2 белый слон · h2 белая пешка · d1 белая ладья · f1 белая ладья · g1 белый король | b8 чёрный ферзь · d8 чёрная ладья · f8 чёрная ладья · g8 чёрный король · a7 чёрная пешка · b7 чёрная пешка · e7 чёрный слон · g7 чёрная пешка · h7 чёрная пешка · c6 чёрная пешка · e6 чёрный слон · f6 чёрная пешка · e5 чёрный конь · a4 белая пешка · e4 белый конь · f4 белый слон · c3 белый ферзь · g3 белая пешка · b2 белая пешка · e2 белая пешка · f2 белая пешка · g2 белый слон · h2 белая пешка · d1 белая ладья · f1 белая ладья · g1 белый король | 8 |
| 7 | b8 чёрный ферзь · d8 чёрная ладья · f8 чёрная ладья · g8 чёрный король · a7 чёрная пешка · b7 чёрная пешка · e7 чёрный слон · g7 чёрная пешка · h7 чёрная пешка · c6 чёрная пешка · e6 чёрный слон · f6 чёрная пешка · e5 чёрный конь · a4 белая пешка · e4 белый конь · f4 белый слон · c3 белый ферзь · g3 белая пешка · b2 белая пешка · e2 белая пешка · f2 белая пешка · g2 белый слон · h2 белая пешка · d1 белая ладья · f1 белая ладья · g1 белый король | b8 чёрный ферзь · d8 чёрная ладья · f8 чёрная ладья · g8 чёрный король · a7 чёрная пешка · b7 чёрная пешка · e7 чёрный слон · g7 чёрная пешка · h7 чёрная пешка · c6 чёрная пешка · e6 чёрный слон · f6 чёрная пешка · e5 чёрный конь · a4 белая пешка · e4 белый конь · f4 белый слон · c3 белый ферзь · g3 белая пешка · b2 белая пешка · e2 белая пешка · f2 белая пешка · g2 белый слон · h2 белая пешка · d1 белая ладья · f1 белая ладья · g1 белый король | b8 чёрный ферзь · d8 чёрная ладья · f8 чёрная ладья · g8 чёрный король · a7 чёрная пешка · b7 чёрная пешка · e7 чёрный слон · g7 чёрная пешка · h7 чёрная пешка · c6 чёрная пешка · e6 чёрный слон · f6 чёрная пешка · e5 чёрный конь · a4 белая пешка · e4 белый конь · f4 белый слон · c3 белый ферзь · g3 белая пешка · b2 белая пешка · e2 белая пешка · f2 белая пешка · g2 белый слон · h2 белая пешка · d1 белая ладья · f1 белая ладья · g1 белый король | b8 чёрный ферзь · d8 чёрная ладья · f8 чёрная ладья · g8 чёрный король · a7 чёрная пешка · b7 чёрная пешка · e7 чёрный слон · g7 чёрная пешка · h7 чёрная пешка · c6 чёрная пешка · e6 чёрный слон · f6 чёрная пешка · e5 чёрный конь · a4 белая пешка · e4 белый конь · f4 белый слон · c3 белый ферзь · g3 белая пешка · b2 белая пешка · e2 белая пешка · f2 белая пешка · g2 белый слон · h2 белая пешка · d1 белая ладья · f1 белая ладья · g1 белый король | b8 чёрный ферзь · d8 чёрная ладья · f8 чёрная ладья · g8 чёрный король · a7 чёрная пешка · b7 чёрная пешка · e7 чёрный слон · g7 чёрная пешка · h7 чёрная пешка · c6 чёрная пешка · e6 чёрный слон · f6 чёрная пешка · e5 чёрный конь · a4 белая пешка · e4 белый конь · f4 белый слон · c3 белый ферзь · g3 белая пешка · b2 белая пешка · e2 белая пешка · f2 белая пешка · g2 белый слон · h2 белая пешка · d1 белая ладья · f1 белая ладья · g1 белый король | b8 чёрный ферзь · d8 чёрная ладья · f8 чёрная ладья · g8 чёрный король · a7 чёрная пешка · b7 чёрная пешка · e7 чёрный слон · g7 чёрная пешка · h7 чёрная пешка · c6 чёрная пешка · e6 чёрный слон · f6 чёрная пешка · e5 чёрный конь · a4 белая пешка · e4 белый конь · f4 белый слон · c3 белый ферзь · g3 белая пешка · b2 белая пешка · e2 белая пешка · f2 белая пешка · g2 белый слон · h2 белая пешка · d1 белая ладья · f1 белая ладья · g1 белый король | b8 чёрный ферзь · d8 чёрная ладья · f8 чёрная ладья · g8 чёрный король · a7 чёрная пешка · b7 чёрная пешка · e7 чёрный слон · g7 чёрная пешка · h7 чёрная пешка · c6 чёрная пешка · e6 чёрный слон · f6 чёрная пешка · e5 чёрный конь · a4 белая пешка · e4 белый конь · f4 белый слон · c3 белый ферзь · g3 белая пешка · b2 белая пешка · e2 белая пешка · f2 белая пешка · g2 белый слон · h2 белая пешка · d1 белая ладья · f1 белая ладья · g1 белый король | b8 чёрный ферзь · d8 чёрная ладья · f8 чёрная ладья · g8 чёрный король · a7 чёрная пешка · b7 чёрная пешка · e7 чёрный слон · g7 чёрная пешка · h7 чёрная пешка · c6 чёрная пешка · e6 чёрный слон · f6 чёрная пешка · e5 чёрный конь · a4 белая пешка · e4 белый конь · f4 белый слон · c3 белый ферзь · g3 белая пешка · b2 белая пешка · e2 белая пешка · f2 белая пешка · g2 белый слон · h2 белая пешка · d1 белая ладья · f1 белая ладья · g1 белый король | 7 |
| 6 | b8 чёрный ферзь · d8 чёрная ладья · f8 чёрная ладья · g8 чёрный король · a7 чёрная пешка · b7 чёрная пешка · e7 чёрный слон · g7 чёрная пешка · h7 чёрная пешка · c6 чёрная пешка · e6 чёрный слон · f6 чёрная пешка · e5 чёрный конь · a4 белая пешка · e4 белый конь · f4 белый слон · c3 белый ферзь · g3 белая пешка · b2 белая пешка · e2 белая пешка · f2 белая пешка · g2 белый слон · h2 белая пешка · d1 белая ладья · f1 белая ладья · g1 белый король | b8 чёрный ферзь · d8 чёрная ладья · f8 чёрная ладья · g8 чёрный король · a7 чёрная пешка · b7 чёрная пешка · e7 чёрный слон · g7 чёрная пешка · h7 чёрная пешка · c6 чёрная пешка · e6 чёрный слон · f6 чёрная пешка · e5 чёрный конь · a4 белая пешка · e4 белый конь · f4 белый слон · c3 белый ферзь · g3 белая пешка · b2 белая пешка · e2 белая пешка · f2 белая пешка · g2 белый слон · h2 белая пешка · d1 белая ладья · f1 белая ладья · g1 белый король | b8 чёрный ферзь · d8 чёрная ладья · f8 чёрная ладья · g8 чёрный король · a7 чёрная пешка · b7 чёрная пешка · e7 чёрный слон · g7 чёрная пешка · h7 чёрная пешка · c6 чёрная пешка · e6 чёрный слон · f6 чёрная пешка · e5 чёрный конь · a4 белая пешка · e4 белый конь · f4 белый слон · c3 белый ферзь · g3 белая пешка · b2 белая пешка · e2 белая пешка · f2 белая пешка · g2 белый слон · h2 белая пешка · d1 белая ладья · f1 белая ладья · g1 белый король | b8 чёрный ферзь · d8 чёрная ладья · f8 чёрная ладья · g8 чёрный король · a7 чёрная пешка · b7 чёрная пешка · e7 чёрный слон · g7 чёрная пешка · h7 чёрная пешка · c6 чёрная пешка · e6 чёрный слон · f6 чёрная пешка · e5 чёрный конь · a4 белая пешка · e4 белый конь · f4 белый слон · c3 белый ферзь · g3 белая пешка · b2 белая пешка · e2 белая пешка · f2 белая пешка · g2 белый слон · h2 белая пешка · d1 белая ладья · f1 белая ладья · g1 белый король | b8 чёрный ферзь · d8 чёрная ладья · f8 чёрная ладья · g8 чёрный король · a7 чёрная пешка · b7 чёрная пешка · e7 чёрный слон · g7 чёрная пешка · h7 чёрная пешка · c6 чёрная пешка · e6 чёрный слон · f6 чёрная пешка · e5 чёрный конь · a4 белая пешка · e4 белый конь · f4 белый слон · c3 белый ферзь · g3 белая пешка · b2 белая пешка · e2 белая пешка · f2 белая пешка · g2 белый слон · h2 белая пешка · d1 белая ладья · f1 белая ладья · g1 белый король | b8 чёрный ферзь · d8 чёрная ладья · f8 чёрная ладья · g8 чёрный король · a7 чёрная пешка · b7 чёрная пешка · e7 чёрный слон · g7 чёрная пешка · h7 чёрная пешка · c6 чёрная пешка · e6 чёрный слон · f6 чёрная пешка · e5 чёрный конь · a4 белая пешка · e4 белый конь · f4 белый слон · c3 белый ферзь · g3 белая пешка · b2 белая пешка · e2 белая пешка · f2 белая пешка · g2 белый слон · h2 белая пешка · d1 белая ладья · f1 белая ладья · g1 белый король | b8 чёрный ферзь · d8 чёрная ладья · f8 чёрная ладья · g8 чёрный король · a7 чёрная пешка · b7 чёрная пешка · e7 чёрный слон · g7 чёрная пешка · h7 чёрная пешка · c6 чёрная пешка · e6 чёрный слон · f6 чёрная пешка · e5 чёрный конь · a4 белая пешка · e4 белый конь · f4 белый слон · c3 белый ферзь · g3 белая пешка · b2 белая пешка · e2 белая пешка · f2 белая пешка · g2 белый слон · h2 белая пешка · d1 белая ладья · f1 белая ладья · g1 белый король | b8 чёрный ферзь · d8 чёрная ладья · f8 чёрная ладья · g8 чёрный король · a7 чёрная пешка · b7 чёрная пешка · e7 чёрный слон · g7 чёрная пешка · h7 чёрная пешка · c6 чёрная пешка · e6 чёрный слон · f6 чёрная пешка · e5 чёрный конь · a4 белая пешка · e4 белый конь · f4 белый слон · c3 белый ферзь · g3 белая пешка · b2 белая пешка · e2 белая пешка · f2 белая пешка · g2 белый слон · h2 белая пешка · d1 белая ладья · f1 белая ладья · g1 белый король | 6 |
| 5 | b8 чёрный ферзь · d8 чёрная ладья · f8 чёрная ладья · g8 чёрный король · a7 чёрная пешка · b7 чёрная пешка · e7 чёрный слон · g7 чёрная пешка · h7 чёрная пешка · c6 чёрная пешка · e6 чёрный слон · f6 чёрная пешка · e5 чёрный конь · a4 белая пешка · e4 белый конь · f4 белый слон · c3 белый ферзь · g3 белая пешка · b2 белая пешка · e2 белая пешка · f2 белая пешка · g2 белый слон · h2 белая пешка · d1 белая ладья · f1 белая ладья · g1 белый король | b8 чёрный ферзь · d8 чёрная ладья · f8 чёрная ладья · g8 чёрный король · a7 чёрная пешка · b7 чёрная пешка · e7 чёрный слон · g7 чёрная пешка · h7 чёрная пешка · c6 чёрная пешка · e6 чёрный слон · f6 чёрная пешка · e5 чёрный конь · a4 белая пешка · e4 белый конь · f4 белый слон · c3 белый ферзь · g3 белая пешка · b2 белая пешка · e2 белая пешка · f2 белая пешка · g2 белый слон · h2 белая пешка · d1 белая ладья · f1 белая ладья · g1 белый король | b8 чёрный ферзь · d8 чёрная ладья · f8 чёрная ладья · g8 чёрный король · a7 чёрная пешка · b7 чёрная пешка · e7 чёрный слон · g7 чёрная пешка · h7 чёрная пешка · c6 чёрная пешка · e6 чёрный слон · f6 чёрная пешка · e5 чёрный конь · a4 белая пешка · e4 белый конь · f4 белый слон · c3 белый ферзь · g3 белая пешка · b2 белая пешка · e2 белая пешка · f2 белая пешка · g2 белый слон · h2 белая пешка · d1 белая ладья · f1 белая ладья · g1 белый король | b8 чёрный ферзь · d8 чёрная ладья · f8 чёрная ладья · g8 чёрный король · a7 чёрная пешка · b7 чёрная пешка · e7 чёрный слон · g7 чёрная пешка · h7 чёрная пешка · c6 чёрная пешка · e6 чёрный слон · f6 чёрная пешка · e5 чёрный конь · a4 белая пешка · e4 белый конь · f4 белый слон · c3 белый ферзь · g3 белая пешка · b2 белая пешка · e2 белая пешка · f2 белая пешка · g2 белый слон · h2 белая пешка · d1 белая ладья · f1 белая ладья · g1 белый король | b8 чёрный ферзь · d8 чёрная ладья · f8 чёрная ладья · g8 чёрный король · a7 чёрная пешка · b7 чёрная пешка · e7 чёрный слон · g7 чёрная пешка · h7 чёрная пешка · c6 чёрная пешка · e6 чёрный слон · f6 чёрная пешка · e5 чёрный конь · a4 белая пешка · e4 белый конь · f4 белый слон · c3 белый ферзь · g3 белая пешка · b2 белая пешка · e2 белая пешка · f2 белая пешка · g2 белый слон · h2 белая пешка · d1 белая ладья · f1 белая ладья · g1 белый король | b8 чёрный ферзь · d8 чёрная ладья · f8 чёрная ладья · g8 чёрный король · a7 чёрная пешка · b7 чёрная пешка · e7 чёрный слон · g7 чёрная пешка · h7 чёрная пешка · c6 чёрная пешка · e6 чёрный слон · f6 чёрная пешка · e5 чёрный конь · a4 белая пешка · e4 белый конь · f4 белый слон · c3 белый ферзь · g3 белая пешка · b2 белая пешка · e2 белая пешка · f2 белая пешка · g2 белый слон · h2 белая пешка · d1 белая ладья · f1 белая ладья · g1 белый король | b8 чёрный ферзь · d8 чёрная ладья · f8 чёрная ладья · g8 чёрный король · a7 чёрная пешка · b7 чёрная пешка · e7 чёрный слон · g7 чёрная пешка · h7 чёрная пешка · c6 чёрная пешка · e6 чёрный слон · f6 чёрная пешка · e5 чёрный конь · a4 белая пешка · e4 белый конь · f4 белый слон · c3 белый ферзь · g3 белая пешка · b2 белая пешка · e2 белая пешка · f2 белая пешка · g2 белый слон · h2 белая пешка · d1 белая ладья · f1 белая ладья · g1 белый король | b8 чёрный ферзь · d8 чёрная ладья · f8 чёрная ладья · g8 чёрный король · a7 чёрная пешка · b7 чёрная пешка · e7 чёрный слон · g7 чёрная пешка · h7 чёрная пешка · c6 чёрная пешка · e6 чёрный слон · f6 чёрная пешка · e5 чёрный конь · a4 белая пешка · e4 белый конь · f4 белый слон · c3 белый ферзь · g3 белая пешка · b2 белая пешка · e2 белая пешка · f2 белая пешка · g2 белый слон · h2 белая пешка · d1 белая ладья · f1 белая ладья · g1 белый король | 5 |
| 4 | b8 чёрный ферзь · d8 чёрная ладья · f8 чёрная ладья · g8 чёрный король · a7 чёрная пешка · b7 чёрная пешка · e7 чёрный слон · g7 чёрная пешка · h7 чёрная пешка · c6 чёрная пешка · e6 чёрный слон · f6 чёрная пешка · e5 чёрный конь · a4 белая пешка · e4 белый конь · f4 белый слон · c3 белый ферзь · g3 белая пешка · b2 белая пешка · e2 белая пешка · f2 белая пешка · g2 белый слон · h2 белая пешка · d1 белая ладья · f1 белая ладья · g1 белый король | b8 чёрный ферзь · d8 чёрная ладья · f8 чёрная ладья · g8 чёрный король · a7 чёрная пешка · b7 чёрная пешка · e7 чёрный слон · g7 чёрная пешка · h7 чёрная пешка · c6 чёрная пешка · e6 чёрный слон · f6 чёрная пешка · e5 чёрный конь · a4 белая пешка · e4 белый конь · f4 белый слон · c3 белый ферзь · g3 белая пешка · b2 белая пешка · e2 белая пешка · f2 белая пешка · g2 белый слон · h2 белая пешка · d1 белая ладья · f1 белая ладья · g1 белый король | b8 чёрный ферзь · d8 чёрная ладья · f8 чёрная ладья · g8 чёрный король · a7 чёрная пешка · b7 чёрная пешка · e7 чёрный слон · g7 чёрная пешка · h7 чёрная пешка · c6 чёрная пешка · e6 чёрный слон · f6 чёрная пешка · e5 чёрный конь · a4 белая пешка · e4 белый конь · f4 белый слон · c3 белый ферзь · g3 белая пешка · b2 белая пешка · e2 белая пешка · f2 белая пешка · g2 белый слон · h2 белая пешка · d1 белая ладья · f1 белая ладья · g1 белый король | b8 чёрный ферзь · d8 чёрная ладья · f8 чёрная ладья · g8 чёрный король · a7 чёрная пешка · b7 чёрная пешка · e7 чёрный слон · g7 чёрная пешка · h7 чёрная пешка · c6 чёрная пешка · e6 чёрный слон · f6 чёрная пешка · e5 чёрный конь · a4 белая пешка · e4 белый конь · f4 белый слон · c3 белый ферзь · g3 белая пешка · b2 белая пешка · e2 белая пешка · f2 белая пешка · g2 белый слон · h2 белая пешка · d1 белая ладья · f1 белая ладья · g1 белый король | b8 чёрный ферзь · d8 чёрная ладья · f8 чёрная ладья · g8 чёрный король · a7 чёрная пешка · b7 чёрная пешка · e7 чёрный слон · g7 чёрная пешка · h7 чёрная пешка · c6 чёрная пешка · e6 чёрный слон · f6 чёрная пешка · e5 чёрный конь · a4 белая пешка · e4 белый конь · f4 белый слон · c3 белый ферзь · g3 белая пешка · b2 белая пешка · e2 белая пешка · f2 белая пешка · g2 белый слон · h2 белая пешка · d1 белая ладья · f1 белая ладья · g1 белый король | b8 чёрный ферзь · d8 чёрная ладья · f8 чёрная ладья · g8 чёрный король · a7 чёрная пешка · b7 чёрная пешка · e7 чёрный слон · g7 чёрная пешка · h7 чёрная пешка · c6 чёрная пешка · e6 чёрный слон · f6 чёрная пешка · e5 чёрный конь · a4 белая пешка · e4 белый конь · f4 белый слон · c3 белый ферзь · g3 белая пешка · b2 белая пешка · e2 белая пешка · f2 белая пешка · g2 белый слон · h2 белая пешка · d1 белая ладья · f1 белая ладья · g1 белый король | b8 чёрный ферзь · d8 чёрная ладья · f8 чёрная ладья · g8 чёрный король · a7 чёрная пешка · b7 чёрная пешка · e7 чёрный слон · g7 чёрная пешка · h7 чёрная пешка · c6 чёрная пешка · e6 чёрный слон · f6 чёрная пешка · e5 чёрный конь · a4 белая пешка · e4 белый конь · f4 белый слон · c3 белый ферзь · g3 белая пешка · b2 белая пешка · e2 белая пешка · f2 белая пешка · g2 белый слон · h2 белая пешка · d1 белая ладья · f1 белая ладья · g1 белый король | b8 чёрный ферзь · d8 чёрная ладья · f8 чёрная ладья · g8 чёрный король · a7 чёрная пешка · b7 чёрная пешка · e7 чёрный слон · g7 чёрная пешка · h7 чёрная пешка · c6 чёрная пешка · e6 чёрный слон · f6 чёрная пешка · e5 чёрный конь · a4 белая пешка · e4 белый конь · f4 белый слон · c3 белый ферзь · g3 белая пешка · b2 белая пешка · e2 белая пешка · f2 белая пешка · g2 белый слон · h2 белая пешка · d1 белая ладья · f1 белая ладья · g1 белый король | 4 |
| 3 | b8 чёрный ферзь · d8 чёрная ладья · f8 чёрная ладья · g8 чёрный король · a7 чёрная пешка · b7 чёрная пешка · e7 чёрный слон · g7 чёрная пешка · h7 чёрная пешка · c6 чёрная пешка · e6 чёрный слон · f6 чёрная пешка · e5 чёрный конь · a4 белая пешка · e4 белый конь · f4 белый слон · c3 белый ферзь · g3 белая пешка · b2 белая пешка · e2 белая пешка · f2 белая пешка · g2 белый слон · h2 белая пешка · d1 белая ладья · f1 белая ладья · g1 белый король | b8 чёрный ферзь · d8 чёрная ладья · f8 чёрная ладья · g8 чёрный король · a7 чёрная пешка · b7 чёрная пешка · e7 чёрный слон · g7 чёрная пешка · h7 чёрная пешка · c6 чёрная пешка · e6 чёрный слон · f6 чёрная пешка · e5 чёрный конь · a4 белая пешка · e4 белый конь · f4 белый слон · c3 белый ферзь · g3 белая пешка · b2 белая пешка · e2 белая пешка · f2 белая пешка · g2 белый слон · h2 белая пешка · d1 белая ладья · f1 белая ладья · g1 белый король | b8 чёрный ферзь · d8 чёрная ладья · f8 чёрная ладья · g8 чёрный король · a7 чёрная пешка · b7 чёрная пешка · e7 чёрный слон · g7 чёрная пешка · h7 чёрная пешка · c6 чёрная пешка · e6 чёрный слон · f6 чёрная пешка · e5 чёрный конь · a4 белая пешка · e4 белый конь · f4 белый слон · c3 белый ферзь · g3 белая пешка · b2 белая пешка · e2 белая пешка · f2 белая пешка · g2 белый слон · h2 белая пешка · d1 белая ладья · f1 белая ладья · g1 белый король | b8 чёрный ферзь · d8 чёрная ладья · f8 чёрная ладья · g8 чёрный король · a7 чёрная пешка · b7 чёрная пешка · e7 чёрный слон · g7 чёрная пешка · h7 чёрная пешка · c6 чёрная пешка · e6 чёрный слон · f6 чёрная пешка · e5 чёрный конь · a4 белая пешка · e4 белый конь · f4 белый слон · c3 белый ферзь · g3 белая пешка · b2 белая пешка · e2 белая пешка · f2 белая пешка · g2 белый слон · h2 белая пешка · d1 белая ладья · f1 белая ладья · g1 белый король | b8 чёрный ферзь · d8 чёрная ладья · f8 чёрная ладья · g8 чёрный король · a7 чёрная пешка · b7 чёрная пешка · e7 чёрный слон · g7 чёрная пешка · h7 чёрная пешка · c6 чёрная пешка · e6 чёрный слон · f6 чёрная пешка · e5 чёрный конь · a4 белая пешка · e4 белый конь · f4 белый слон · c3 белый ферзь · g3 белая пешка · b2 белая пешка · e2 белая пешка · f2 белая пешка · g2 белый слон · h2 белая пешка · d1 белая ладья · f1 белая ладья · g1 белый король | b8 чёрный ферзь · d8 чёрная ладья · f8 чёрная ладья · g8 чёрный король · a7 чёрная пешка · b7 чёрная пешка · e7 чёрный слон · g7 чёрная пешка · h7 чёрная пешка · c6 чёрная пешка · e6 чёрный слон · f6 чёрная пешка · e5 чёрный конь · a4 белая пешка · e4 белый конь · f4 белый слон · c3 белый ферзь · g3 белая пешка · b2 белая пешка · e2 белая пешка · f2 белая пешка · g2 белый слон · h2 белая пешка · d1 белая ладья · f1 белая ладья · g1 белый король | b8 чёрный ферзь · d8 чёрная ладья · f8 чёрная ладья · g8 чёрный король · a7 чёрная пешка · b7 чёрная пешка · e7 чёрный слон · g7 чёрная пешка · h7 чёрная пешка · c6 чёрная пешка · e6 чёрный слон · f6 чёрная пешка · e5 чёрный конь · a4 белая пешка · e4 белый конь · f4 белый слон · c3 белый ферзь · g3 белая пешка · b2 белая пешка · e2 белая пешка · f2 белая пешка · g2 белый слон · h2 белая пешка · d1 белая ладья · f1 белая ладья · g1 белый король | b8 чёрный ферзь · d8 чёрная ладья · f8 чёрная ладья · g8 чёрный король · a7 чёрная пешка · b7 чёрная пешка · e7 чёрный слон · g7 чёрная пешка · h7 чёрная пешка · c6 чёрная пешка · e6 чёрный слон · f6 чёрная пешка · e5 чёрный конь · a4 белая пешка · e4 белый конь · f4 белый слон · c3 белый ферзь · g3 белая пешка · b2 белая пешка · e2 белая пешка · f2 белая пешка · g2 белый слон · h2 белая пешка · d1 белая ладья · f1 белая ладья · g1 белый король | 3 |
| 2 | b8 чёрный ферзь · d8 чёрная ладья · f8 чёрная ладья · g8 чёрный король · a7 чёрная пешка · b7 чёрная пешка · e7 чёрный слон · g7 чёрная пешка · h7 чёрная пешка · c6 чёрная пешка · e6 чёрный слон · f6 чёрная пешка · e5 чёрный конь · a4 белая пешка · e4 белый конь · f4 белый слон · c3 белый ферзь · g3 белая пешка · b2 белая пешка · e2 белая пешка · f2 белая пешка · g2 белый слон · h2 белая пешка · d1 белая ладья · f1 белая ладья · g1 белый король | b8 чёрный ферзь · d8 чёрная ладья · f8 чёрная ладья · g8 чёрный король · a7 чёрная пешка · b7 чёрная пешка · e7 чёрный слон · g7 чёрная пешка · h7 чёрная пешка · c6 чёрная пешка · e6 чёрный слон · f6 чёрная пешка · e5 чёрный конь · a4 белая пешка · e4 белый конь · f4 белый слон · c3 белый ферзь · g3 белая пешка · b2 белая пешка · e2 белая пешка · f2 белая пешка · g2 белый слон · h2 белая пешка · d1 белая ладья · f1 белая ладья · g1 белый король | b8 чёрный ферзь · d8 чёрная ладья · f8 чёрная ладья · g8 чёрный король · a7 чёрная пешка · b7 чёрная пешка · e7 чёрный слон · g7 чёрная пешка · h7 чёрная пешка · c6 чёрная пешка · e6 чёрный слон · f6 чёрная пешка · e5 чёрный конь · a4 белая пешка · e4 белый конь · f4 белый слон · c3 белый ферзь · g3 белая пешка · b2 белая пешка · e2 белая пешка · f2 белая пешка · g2 белый слон · h2 белая пешка · d1 белая ладья · f1 белая ладья · g1 белый король | b8 чёрный ферзь · d8 чёрная ладья · f8 чёрная ладья · g8 чёрный король · a7 чёрная пешка · b7 чёрная пешка · e7 чёрный слон · g7 чёрная пешка · h7 чёрная пешка · c6 чёрная пешка · e6 чёрный слон · f6 чёрная пешка · e5 чёрный конь · a4 белая пешка · e4 белый конь · f4 белый слон · c3 белый ферзь · g3 белая пешка · b2 белая пешка · e2 белая пешка · f2 белая пешка · g2 белый слон · h2 белая пешка · d1 белая ладья · f1 белая ладья · g1 белый король | b8 чёрный ферзь · d8 чёрная ладья · f8 чёрная ладья · g8 чёрный король · a7 чёрная пешка · b7 чёрная пешка · e7 чёрный слон · g7 чёрная пешка · h7 чёрная пешка · c6 чёрная пешка · e6 чёрный слон · f6 чёрная пешка · e5 чёрный конь · a4 белая пешка · e4 белый конь · f4 белый слон · c3 белый ферзь · g3 белая пешка · b2 белая пешка · e2 белая пешка · f2 белая пешка · g2 белый слон · h2 белая пешка · d1 белая ладья · f1 белая ладья · g1 белый король | b8 чёрный ферзь · d8 чёрная ладья · f8 чёрная ладья · g8 чёрный король · a7 чёрная пешка · b7 чёрная пешка · e7 чёрный слон · g7 чёрная пешка · h7 чёрная пешка · c6 чёрная пешка · e6 чёрный слон · f6 чёрная пешка · e5 чёрный конь · a4 белая пешка · e4 белый конь · f4 белый слон · c3 белый ферзь · g3 белая пешка · b2 белая пешка · e2 белая пешка · f2 белая пешка · g2 белый слон · h2 белая пешка · d1 белая ладья · f1 белая ладья · g1 белый король | b8 чёрный ферзь · d8 чёрная ладья · f8 чёрная ладья · g8 чёрный король · a7 чёрная пешка · b7 чёрная пешка · e7 чёрный слон · g7 чёрная пешка · h7 чёрная пешка · c6 чёрная пешка · e6 чёрный слон · f6 чёрная пешка · e5 чёрный конь · a4 белая пешка · e4 белый конь · f4 белый слон · c3 белый ферзь · g3 белая пешка · b2 белая пешка · e2 белая пешка · f2 белая пешка · g2 белый слон · h2 белая пешка · d1 белая ладья · f1 белая ладья · g1 белый король | b8 чёрный ферзь · d8 чёрная ладья · f8 чёрная ладья · g8 чёрный король · a7 чёрная пешка · b7 чёрная пешка · e7 чёрный слон · g7 чёрная пешка · h7 чёрная пешка · c6 чёрная пешка · e6 чёрный слон · f6 чёрная пешка · e5 чёрный конь · a4 белая пешка · e4 белый конь · f4 белый слон · c3 белый ферзь · g3 белая пешка · b2 белая пешка · e2 белая пешка · f2 белая пешка · g2 белый слон · h2 белая пешка · d1 белая ладья · f1 белая ладья · g1 белый король | 2 |
| 1 | b8 чёрный ферзь · d8 чёрная ладья · f8 чёрная ладья · g8 чёрный король · a7 чёрная пешка · b7 чёрная пешка · e7 чёрный слон · g7 чёрная пешка · h7 чёрная пешка · c6 чёрная пешка · e6 чёрный слон · f6 чёрная пешка · e5 чёрный конь · a4 белая пешка · e4 белый конь · f4 белый слон · c3 белый ферзь · g3 белая пешка · b2 белая пешка · e2 белая пешка · f2 белая пешка · g2 белый слон · h2 белая пешка · d1 белая ладья · f1 белая ладья · g1 белый король | b8 чёрный ферзь · d8 чёрная ладья · f8 чёрная ладья · g8 чёрный король · a7 чёрная пешка · b7 чёрная пешка · e7 чёрный слон · g7 чёрная пешка · h7 чёрная пешка · c6 чёрная пешка · e6 чёрный слон · f6 чёрная пешка · e5 чёрный конь · a4 белая пешка · e4 белый конь · f4 белый слон · c3 белый ферзь · g3 белая пешка · b2 белая пешка · e2 белая пешка · f2 белая пешка · g2 белый слон · h2 белая пешка · d1 белая ладья · f1 белая ладья · g1 белый король | b8 чёрный ферзь · d8 чёрная ладья · f8 чёрная ладья · g8 чёрный король · a7 чёрная пешка · b7 чёрная пешка · e7 чёрный слон · g7 чёрная пешка · h7 чёрная пешка · c6 чёрная пешка · e6 чёрный слон · f6 чёрная пешка · e5 чёрный конь · a4 белая пешка · e4 белый конь · f4 белый слон · c3 белый ферзь · g3 белая пешка · b2 белая пешка · e2 белая пешка · f2 белая пешка · g2 белый слон · h2 белая пешка · d1 белая ладья · f1 белая ладья · g1 белый король | b8 чёрный ферзь · d8 чёрная ладья · f8 чёрная ладья · g8 чёрный король · a7 чёрная пешка · b7 чёрная пешка · e7 чёрный слон · g7 чёрная пешка · h7 чёрная пешка · c6 чёрная пешка · e6 чёрный слон · f6 чёрная пешка · e5 чёрный конь · a4 белая пешка · e4 белый конь · f4 белый слон · c3 белый ферзь · g3 белая пешка · b2 белая пешка · e2 белая пешка · f2 белая пешка · g2 белый слон · h2 белая пешка · d1 белая ладья · f1 белая ладья · g1 белый король | b8 чёрный ферзь · d8 чёрная ладья · f8 чёрная ладья · g8 чёрный король · a7 чёрная пешка · b7 чёрная пешка · e7 чёрный слон · g7 чёрная пешка · h7 чёрная пешка · c6 чёрная пешка · e6 чёрный слон · f6 чёрная пешка · e5 чёрный конь · a4 белая пешка · e4 белый конь · f4 белый слон · c3 белый ферзь · g3 белая пешка · b2 белая пешка · e2 белая пешка · f2 белая пешка · g2 белый слон · h2 белая пешка · d1 белая ладья · f1 белая ладья · g1 белый король | b8 чёрный ферзь · d8 чёрная ладья · f8 чёрная ладья · g8 чёрный король · a7 чёрная пешка · b7 чёрная пешка · e7 чёрный слон · g7 чёрная пешка · h7 чёрная пешка · c6 чёрная пешка · e6 чёрный слон · f6 чёрная пешка · e5 чёрный конь · a4 белая пешка · e4 белый конь · f4 белый слон · c3 белый ферзь · g3 белая пешка · b2 белая пешка · e2 белая пешка · f2 белая пешка · g2 белый слон · h2 белая пешка · d1 белая ладья · f1 белая ладья · g1 белый король | b8 чёрный ферзь · d8 чёрная ладья · f8 чёрная ладья · g8 чёрный король · a7 чёрная пешка · b7 чёрная пешка · e7 чёрный слон · g7 чёрная пешка · h7 чёрная пешка · c6 чёрная пешка · e6 чёрный слон · f6 чёрная пешка · e5 чёрный конь · a4 белая пешка · e4 белый конь · f4 белый слон · c3 белый ферзь · g3 белая пешка · b2 белая пешка · e2 белая пешка · f2 белая пешка · g2 белый слон · h2 белая пешка · d1 белая ладья · f1 белая ладья · g1 белый король | b8 чёрный ферзь · d8 чёрная ладья · f8 чёрная ладья · g8 чёрный король · a7 чёрная пешка · b7 чёрная пешка · e7 чёрный слон · g7 чёрная пешка · h7 чёрная пешка · c6 чёрная пешка · e6 чёрный слон · f6 чёрная пешка · e5 чёрный конь · a4 белая пешка · e4 белый конь · f4 белый слон · c3 белый ферзь · g3 белая пешка · b2 белая пешка · e2 белая пешка · f2 белая пешка · g2 белый слон · h2 белая пешка · d1 белая ладья · f1 белая ладья · g1 белый король | 1 |
|   | a | b | c | d | e | f | g | h |   |

1. d4 d5 2. c4 c6 3. Кf3 Кf6 4. Кc3 dc 5. a4 Сf5 6. Кe5 Кbd7 7. К:c4 Qc7 8. g3 e5 9. de К:e5 10. Сf4 Кfd7 11. Сg2 f6 12. O-O Лd8 13. Фc1 Фb8 14. Кe4 Сe7 15. Фc3 O-O 16. Лad1 Сe6 17. К:e5 К:e5 (см. диаграмму)
18. Кg5 fg 19. С:e5 Сf6 20. С:b8 С:c3 21. Сd6 Лf7 22. bc Лfd7 23. Лb1 Л:d6 24. Л:b7 Л8d7 25. Л:d7 С:d7 26. Сe4 c5 27. c4 С:a4 28. Сd5+ Крf8 29. Лa1 Лa6 30. Лa2 Крe7 31. f4 gf 32. gf Крf6 33. e4 g5 34. f5 h5 35. h4 gh 36. Крh2 Крg5 37. Крh3 Лa5 38. Сb7 Крf6 39. Сd5 Крg5 40. Сb7 Крf6 41. Сc8, 1 : 0